# Annamária Tóth
Dans le nom hongrois Tóth Annamária, le nom de famille précède le prénom, mais cet article utilise l’ordre habituel en français Annamária Tóth, où le prénom précède le nom.
Annamária Tóth, née le 14 septembre 1945 et morte le 24 juillet 2023, est une ancienne athlète hongroise spécialiste du pentathlon. Son plus grand succès est sa médaille de bronze aux jeux de Mexico.
Elle a aussi été sacrée neuf fois championne de Hongrie entre 1966 et 1969 sur 100 m, 200 m, 100 m haies, saut en longueur et pentathlon.

## Palmarès

### Jeux olympiques d'été
- Jeux olympiques d'été de 1968 à Mexico ( Mexique)
  -  Médaille de bronze au pentathlon
  - éliminée en série du relais 4 × 100 m

### Championnats d'Europe d'athlétisme
- Championnats d'Europe d'athlétisme de 1966 à Budapest ( Hongrie)
  - 5e au pentathlon